# عبد الله بن تركي السبيعي
عبد الله بن تركي السبيعي (من مواليد عام 1318هـ/1897م) في حي البدع، مدينة الدوحة، قطر. هو عالم من علماء الشريعة وشغل منصب رئيس الشؤون الدينية في وزارة معارف قطر.
ولديه اخوان وهم 
محمد بن تركي والد خليفة بن محمد آل تركي رحمه الله 
ثواب بن تركي رحمه الله 
ناصر بن تركي رحمه الله ( مؤسس مدرسة عبدالله بن تركي- والد سعادة عبدالله بن ناصر عضو مجلس الشورى) 
احمد بن تركي رحمه الله 

## حياته
اسمه الكامل هو عبد الله بن تركي بن ثواب بن علي آل جميعان آل مدارية بن عمر من قبيلة سبيع. ولد في البدع وهي أحد أحياء مدينة الدوحة التي كانت مقر الحاكم وعاصمةً لدولةِ قطر، وموطن عددٍ كبير من أصحاب أساطيل صيد اللؤلؤ وغيرهم من التجار، وفئات العاملين على سفن الصيد وأن هذا المجتمع الذي كان فاقداً لمقومات الرخاء والرفاه، قبل ظهورالبترول كانت له اهتماماته العلمية وأنشطته التعليمية والأدبية، وأن الكتاتيب كانت من مراكز التعليم المتاحة في ذاك الوقت بل أهمها، تعلم القرآن الكريم ومبادئ الشريعة الإسلامية الحنيفة والكتابة وبعض مبادئ الحساب وأن مجالس العلماء والمتفقهين في الدين كانت المدارس الأصيلة التي تزود منها الكبار بتعاليم الشريعة الإسلامية الغراء وأحكامها وقيمها.
الاسم :
عبد الله بن تركي بن ثواب بن علي آل جميعان آل مدارية بن عمر السبيعي
تاريخ الميلاد :
1318 هـ - 1897 م
محل الميلاد : 

البدع (حي من أحياء مدينة الدوحة قديما)
المكانة الاجتماعية :
عالم من علماء الشريعة ورائد من رواد النهضة التعلمية في دولة قطر
اللجان التي شارك فيها :
1. عضو لجنة التعليم التي أسند لها تأسيس النهضة التعليمية الحديثة عام 1952 م.
2. عضو لجنة المعارف التي أسند إليها الإشراف على وزارة معارف قطر.
3. رئيس توجيه العلوم الشرعية بوزارة معارف قطر منذ عام 1957 م.
4. رئيس الشؤون الدينية بوزارة معارف قطر منذ عام 1962 م.

أهم الأعمال :
1. بناء مناهج التربية الإسلامية على أسس العقيدة الراسخة ومشاركته في تأليف عدد من الكتب الدراسية للمراحل المختلفة.
2. تبنى قضايا تعليم الفتاة في دولة قطر ودافع عن حقها في التعلم، وكان له الفضل في تذليل العقبات التي اعترضت تعلم الفتاة حتى تمت الموافقة على افتتاح مدارس للبنات عام 1955 م.
3. كان له الفضل في وضع نواة التعليم الديني في دولة قطر. وقد تم على يديه افتتاح المعهد الديني عام 1380 هـ.
4. القيام بمهام الدعوة الإسلامية والتثقيف الجماهيري متمثلا في :

- المواسم الثقافية الإسلامية.
- الأحاديث الإذاعية الدينية (ومازال موجود منها الكثير في إذاعة قطر تبث بين حين وآخر).

النشاط الوطني :

قاد حملات التبرع في قطر لمساعدة ثورة الجزائر ومساندة جمهورية مصر العربية إبان العدوان الثلاثي عام 1956 م ودعم المجهود الحربي بعد هزيمة يونيو 1967 م لكل من جمهورية مصر العربية وسوريا والأردن.
وقد نال وسام أصدقاء الثورة الجزائرية من حكومة الجمهورية الجزائرية وقد تم تسليمه في حفل رسمي في مدينة الجزائر في 9 أبريل 1996 م لإبنه الأستاذ عبد العزيز بن عبد الله بن تركي السبيعي وزير التربية والتعليم السابق بدولة قطر، اعترافا بما قدمه لكفاح الشعب الجزائري من خدمات وطنية جليلة.

## المولد والنشأة
نكاد لا نعرف عن (مدينة البدع) (1) وهي على مشارف القرن العشرين سوى أنها كانت مقر الحاكم وعاصمة لدولة قطر وموطن عدد كبير من أصحاب أساطيل صيد اللؤلؤ وغيرهم من التجار وفئات العاملين على سفن الصيد وأن هذا المجتمع الذي كان فاقداً لمقومات الرخاء والرفاة، قبل ظهورالبترول كانت له اهتماماته العلمية وأنشطته التعليمية والأدبية، وأن الكتاتيب كانت من مراكز التعليم المتاحة في ذاك الوقت بل أهمها، تعلمالقرآن الكريم ومبادئ الشريعة الإسلامية الحنيفة والكتابة وبعض مبادئ الحساب وأن مجالس العلماء والمتفقهين في الدين كانت المدارس الأصيلة التي تزود منها الكبار بتعاليم الشريعة الإسلامية الغراء وأحكامها وقيمها.
وأن عدد لا بأس به من أبناء قطر كان يوفد إلى البلاد الإسلامية المجاورة لتلقي العلم على أيدي فقهائها وعلمائها النابهين، وأن بعضا من هؤلاء العلماء كانوا يستقدمون إلى دولة قطر لإلقاء الدورس وتبصير المواطنين بشئؤون دينهم وتعليم أبنائهم علوم الشريعة واللغة والأدب. في هذا المجتمع النابض بحركة العمل وحيوية العلم شهد عام 1318 هـ الموافق 1897 م مولد عبد الله بن تركي.
شب في كنف والده الذي كان يملك عددا لا بأس به من سفن صيد اللؤلؤ وكان ميسور الحال بقدر يوفر له ولأسرته مستوى من العيش الكريم إلى جانب توقيره الشديد للعلم والعلماء وحبه لهذا الدين وبخاصة السلفيين منهم ودفع به إلى الكٌتاب يدرس القرآن الكريم ويحفظه ويتعلم القراءة والكتابة ومبادئ الدين.
ويبدو أن هذا الوالد السمح الكريم كان على قدر وافر من الإطلاع والإلمام بعلوم الشريعة، فوجد الابن منه خير مرشد في صباه ووجد فيما يقتنيه الوالد من كتب زاداَ يروي ظمأه للمعرفة فأقبل عليها واتخذها له صاحبا ومرشدا وطلبها حيث كانت وساعده على ذلك همة لا تمل وعزيمة لا تعرف الكلل وذكاء فذ وبصير.
وصار الشاب عبد الله بن تركي أحد المثقفين المرموقين في مجتمع المدينة يتميز بعلم غزير لا يفتأ يثريه ويغنيه، ومقدرة فائقة على الخطابة، وخلق رفيع وتواضع جم، وحب واحترام عظيمين لأساتذته، وسيرة طيبة عطرة أهلته لأن يؤم الناس في صلاة الجماعة، ويخطب الجمع في مسجد (البدع) وهو في سن العشرين.
وفي عام 1320 هـ الموافق 1932 م حضر إلى قطر عالم جليل من علماء السعودية هو الشيخ محمد بن عبد العزيز المانع الذي كان قد تلقى تعليمه بالأزهر الشريف بمصر، وذلك بدعوة من الشيخ عبد الله بن جاسم حاكم قطر في ذلك العهد، ليقيم في قطر ويتولى تعليم أهل البلاد مبادئ دينهم الإسلامي الحنيف، فالتحق الشاب عبد الله بن تركي بمدرسة الشيخ يتلقى عنه علوم الدين بجميع فروعها وآدابها ولا شك أن دراسته المنهجية على أيدى الشيخ قد فتحت أمامه الطريق واسعا إلى أوثق المراجع وأمهات الكتب، وما قدمته المكتبة الحديثة من إنتاج متجدد غزير لأئمة الفكر ورواد النهضة في العصر الحديث. ومكتبة الشيخ عبد الله بن تركي السبيعي التي تركها بما تزخر به من آلاف الكتب في مختلف علوم الشريعة واللغة والآداب في جميع العصور شاهد صادق على ما وصل إليه تحصيل هذا العالم الجليل من غزارة وشمول وتنويع.
فقد كان الشيخ عبد الله أحد النماذج الفريدة في العصر الحديث. كان واحد من أولئك العصاميين الذين تولوا تثقيف أنفسهم بالقراءة المتأنية الجادة والإطلاع الشغوف بكل مفيد من عطاء المعرفة فلم يتخرج من مدرسة منظمة ذات فصول ومناهج وشهادات، ولكنه على أيدي عشرات العلماء الذين قرأ لهم. وتتلمذ على كتبهم مستعينا بذاكرة حافظة واعية وعقل ذكي بصير وإيمان لا حد له بأن العلم بالدين والعمل به هما سبيل النهوض بدول الإسلام وشعوبه.
يقول عنه أحد معاصريه:(ولهذا فقد عرفته قطر عالما في التفسير وأستاذا في الفقه فإذا حدث في التفسير فهو العالم، وإذا أفتى في الفقه كان قوله الفصل، وإذا روى الحديث قل أن تجد له بين العلماء نظيرا فكان يقول عن علم ويفتي بدليل ويتكلم عن دراية وكفاية. وكنا نعرف عنه أنه بحر في التاريخ الإسلامي وتراجم الرجال، وله في صنوف المعرفة قدم راسخة، وفي الحكمة نظرة فاحصة، وفي العلوم باع طويل، وكثيراَ ما كنا نسأله ليحدثنا فكان () يتحفنا بالكثير من المواضيع الشيقة، والقصص المتعة، والأخبار النادرة، والنوادر الطريفة، ولا يضن علينا بجواب، وكان إذا خطب في جمهور مرتجلا، فكانما يقرأ في كتاب، وكان كلامه خاليا من التعقيد اللفظي مطبوعا على سلامة الذوق ورقة الأسلوب، وكان يساعده على ذلك حفظه للآلاف من أبيات الشعر، فكانت طوع ذاكرته وأرفدته يستشهد بها في كل مسألة، ويرويها في كل مناسبة، ويجري ذكرها على لسانه في كل مجلس علم) (1).

## نشاطه العلمي والديني
المؤرخ لحياة الشيخ عبد الله بن تركي السبيعي لا يسعه إلا الإعجاب والتقدير لجهد ذلك الرجل الفذ، فقد كانت له حياته الخاصة، ومشاغله في رعاية أسرته المكونة من أربع زوجات وسبعة عشر ولدا وبنتا، وسفنه التي يجوب بها الخليج وأقطاره بحثا عن اللؤلؤ والإتجار به قبل اكتشاف البترول، وكان كله جديرا - إن لم يقعد به تماما عن تحمل أعباء النهضة التعلمية والدينية - أن يقلل من الجهد ويحد من مجال نشاطه.
كان الشيخ عبد الله بن تركي رائدا من رواد النهضة القطرية الحديثة في ميدانين :
1. ميدان الدعوة الإسلامية
2. ميدان التربية والتعليم

فقد استهل – كما ذكرنا آنفا – حياته داعياَ لله، يخطب الجمعة ويؤم المصلين.
كان داعية سلفيا، ولكنه لم يجد تناقضاَ بين أن يكون سلفيا وأن يتبنى في الوقت نفسة الدعوة إلى ضرورة تحرير العقول وانفتاحها على معطيات العصر والحرص على إقناع أبناء وطنه ومذهبه بأنه لا تعارض بين الدين الإسلامي (دين التفكير والعلم) وبين المنجزات العلمية الهائلة التي حققها تقدم العلم في مختلف مجالات الحياة ولا شك أن دعوة كهذه في فترة كان المجتمع فيها بدوياَ تغلب عليه البساطة والتمسك الشديد بكل قديم موروث والتوجس من كل جديد واعتباره بدعة تؤدي إلى الضلالة وتنتهي بصاحبها إلى النار وأنهم في غنى عن كل جديد بما ورثوه في سنة السلف فلم يترك الأولون للآخرين شيئا.

## رائد المناهج التربوية الإسلامية
لقد كان من الطبيعي أن يضع الفكر المتشدد (السائد في ذلك العصر) الصعوبات والعراقيل في وجه دعوة الشيخ عبد الله، وأدرك الشيخ منذ الوهلة الأولى ألا سبيل إلى رفع الغشاوة عن هذه العيون وتبصيرها بنور الإسلام الحق هديه إلا بتكوين وعي ديني صحيح ونشر الثقافة الدينية النقية بين أفراد الشعب القطري وأن السبيل إلى ذلك إنما هو بالتربية الدينية عن طريق مناهج ملاءمة مدروسة متدرجة تقدم على الطلاب في جميع مراحل الدراسة، واقتناعاَ من المسئولين بسلامة هذا الرأي وسداده انتدب الشيخ عام 1956 م للإشراف على التعليم الديني، يقول الشيخ (3) (لقد بدأت النهضة التعلمية في قطر منذ عشر سنوات ولكنها لم تأخذ مجراها الطبيعي وتؤدي ثمارها الطيبة إلا منذ أن تولى زمامها وقيادتها سمو الشيخ خليفة بن حمد عام 1956 م، وقد انتدبني سمو الشيخ خليفة لأشرف على النهضة من حيث التعليم الديني. وحين قمت بجولة في المدارس متفقداَ حالتها ساءني أمر مناهج العلوم الشرعية فلم تكن أمر ذا بال، وكانت من القصر والضيق بحيث لا تعد شيئا يذكر فاستخرت الله وقمت بإعداد منهج شامل تٌدرس فيه عقيدة السلف وتفسير القرآن الكريمويتعرف الطالب في الوقت نفسه على سيرة النبي الكريم وصحبه الأبرار وطرفا من الحديث النبوى الشريف، ويأخذ بعد ذلك الفقه الإسلامي من كتب مذهب الإمامأحمد – – ولم نقف عند هذا الحد بل جئنا بالآداب الدينية والاجتماعية ليكون الطالب على بصيرة من التقاليد الكريمة التي يجب إتباعها).
وكان لا بد للشيخ أن يوفر المعلمين المؤهلين الأكفاء القادرين على تعليم هذا المنهج وبث روحه في تلاميذهم وعياَ وفكراَ وسلوكاَ فلم يجد سوى الأزهر الشريف المورد العذب لعلوم الشريعة عبر العصور وبموافقة المسؤولين في الدولة، اُذن للشيخ أن يسافر للقاهرة ليقابل شيخ الأزهر الشيخ محمود شلتوت ويطلب معاونته بعدد من الشيوخ، ويقول الشيخ عبد الله (3) (ولما وضح المنهج وصار بهذا المستوى الطيب اللائق بهذا البلد (قطر) وتمسكها بدينها ورعايتها للخلق الكريم تطلب وجود الأستاذ القادر على التدريس المتمكن من الإفهام والتفهيم، توجهنا في العام نفسه إلى القاهرة، إلى الأزهر المعمور نطلب منه العون، وقد لبى طلبنا وفتح لنا صدره وتعاون معنا تعاونا كريما فجئنا بأبنائه إلى هنا فنفع الله بهم وحقق على يديهم الخير الكثير ومازلنا نتصل بالأزهر كل عام ونأتي بالمزيد من أبنائه لنوالي مد النهضة في زحفها المتزايد وتوسعاتها الكثيرة).

## أبو الأزهريين في قطر
لقد استطاع الشيخ الحكيم بتصرفه من أن يحمي طلاب المدارس من آراء وتوجهات بعض المدرسين غير المتخصصين في علوم الدين وما ينجم عن ذلك من تشويش أو اضطراب فكري أو نفسي وسلك بالتربية الدينية طريقها الصحيح المستمد من الشريعة الصافية السمحة مبرأة من التأويلات المذهبية والفكرية، وكانت هذه خطوة رائدة استطاع بها الشيخ، يساندوه الغيورون على الإسلام، تزويد دولة قطر بعدد من شيوخ الأزهر الأجلاء الذين ملكوا ناصية البيان واستوعبوا مواقف الشريعة الغراء من قضايا العصر وهمومه ومشكلاته وأسهموا في تأسيس منهج ديني متين في طلب التعليم العام لم يزل، من حيث مادته وأسلوبه ومكانة التربية الإسلامية في البناء التعليمي، مفخرة من مفاخر النهضة الإسلامية ويرسخ الإحساس بوجودها وانتشارها وتعاظمها بالسعي المستمر لتكثير علماء الشريعة من الأزهر الشريف وكانوا موضع الحفاوة والتكريم من الجميع.

## رائد المواسم الثقافية الإسلامية
لقد كانت المواسم الثقافية الدينية ميداناَ آخر عقدت ريادته للشيخ كانت بعثا لحركة فكرية عامة على مستوى جمهور المواطنين، وكانت نمطا جديدا من الدعوة يركز على قضية معينة أو مشكلة هامة تواجه مسلم هذا العصر، وقام هو بنفسه بإلقاء بعض المحاضرات، كما قام شيوخ الأزهر بإلقاء المحاضرات المتنوعة في مختلف القضايا والمشكلات، وقد صارت هذه المواسم فيما بعد إحدى الظواهر الإسلامية المألوفة في دولة قطر.

## الحارس الأمين علىالشريعة
لم يكن هم الشيخ بن تركي محصورا في إعداد مواطن قطري عارف بأمور دينه متمسك بأخلاقياته وآدابه فحسب بل كان من همه أن يعد الفقيه وعالم الشريعة القطري القادر على تحمل الحفاظ على الدين عبادة وشريعة ودعوة وسلوكا، فشرح الله صدره لفكرة إنشاء معهد ديني يدرس فيه الطلاب علوم الدين دراسة أصولية متخصصة، وقدم مشروع المعهد ومنهجه وتم افتتاحه في أوائل العام الدراسي 1380 هـ (سبق ذلك افتتاح معهد ديني غير منتظم) لم يلبث أن أغلق.
وقد كان من المتوقع أن يكون ذلك المعهد صورة من المعاهد الازهرية كما كانت في ذلك الوقت، وبخاصة بعد زيارة الشيخ لمصر ومصاحبته لذلك الجمع المبارك من علماء الأزهر الذين يعملون في قطر وأن تعاني قطر من ثنائية التعليم التي عانت منها جمهورية مصر العربية حيث كان يوجد تعليم مدني عام يبدأ من المرحلة الابتدائية وينتهي بالجامعة وتعليم ديني يبدأ من المعاهد الأزهرية الابتدائية لينتهي إلى كليات الأزهر في خطين متوازيين منفصلين تماما ضاق بهما علماء التربية وعانت منهما مصر حتى تداركتهما قوانين تطوير التعليم في الأزهر والمعاهد الأزهرية أخيراً.
ولست أدري إذا كان الشيخ عبد الله قد أطلع على آراء رجال التربية في مصر وأدرك خطر هذه الثنائية أم أنها بصيرة المؤمن يهديه إليها إيمانه. كأن قد رأى وقد سمع فقد وضعت مناهج المعهد الديني الإعدادي الثانوي بحيث تتجنب حدوث ثنائية وتساير التعليم العام في جميع مواده العلمية والأدبية المقررة على الأقسام الأدبية في التعليم الثانوي العام وزاد على ذلك مناهج الدين وعلومه لتكون مادة التخصص التي تؤهل الطالب لمواصلة الدراسة الدينية المنهجية الأكاديمية في الجامعات الإسلامية.

## رائد تعليم البنات
مع انطلاق النهضة التعلمية وإتساعها أدرك الشيخ عبد الله أنه لابد لهذه النهضة أن تعم بخيرها أبناء الوطن وبناته جمعياَ، لا فرق بين فتى وفتاة، وأن تعنى بالبنت عنايتها بالابن، فالمرأة مكلفة مثل الرجل ولا تستطيع أن تؤدي واجباً دينياً أو دنيوياً إلا بعد أن تعلمه، وطريق ذلك العلم كما قال رسول الله صلى الله عليه وسلم (طلب العلم فريضة على كل مسلم ومسلمة) ونادى الشيخ الجليل بهذا الرأي ضاربا المثل بما كانت عليه المسلمات الأوليات من فقه في الدين وعلم بشؤون الحياة وتفريق القرآن الكريم بين من يعملون ومن لا يعملون (هل يستوي الذين يعلمون والذين لا يعلمون) ودعوته إلى القرأءة (اقرأ بسم ربك الذي خلق).
نادى الشيخ بحق الفتاة القطرية في التعليم في وقت كان يرى فيه كثير من الناس أن تعليم الفتاة وصمة قد تنتهي بالفتاة إلى عزوف الرجال عنالزواجمنها بل أن بعض فئات المجتمع كانت تعد تعليم الفتاة منكراَ يحرمه الدين، ولكن الشيخ عبد الله متحملاَ في ذلك العبء الأكبر، استطاع بقوة منطقه ورجاحة رأيه وحسن فهمه لدينه ان يقنع الكثيرين من المتحفظين المنكرين لتعليم الفتاة، وشجعه سمو الشيخ خليفة بن حمد آل ثاني (ولي العهد إذاك)، فوضع بتوجيه من سموه لتعليم الفتاة نظاما وترتيبا يحافظ على صونها وعفافها ويمنع اختلاطها بغيرها وتم افتتاح مدارس البنات (3).
و لا نعدو أصواب إذا قلنا أنه لولا همة هذا الشيخ لتعليم الفتاة في تلك السنة 1957 م لتأخر كثيراً ويكفي الأبعاد الخيرة التي كان الشيخ يطمح إليها أن عدد البنات اللاتي يتلقين التعليم العام في قطر يفوق – الآن في بعض المراحل - عدد البنين (2) وها هي المرأة القطرية تتبوأ مكانها، أستاذة في الجامعة ومعلمة وطبيبة، وتمد نشاطها بكل ثقة وثبات إلى جميع مجالات الحياة العامة لا تستعصي عليها أرفع الدرجات العلمية ولا تقصر خطاها عن غاية كريمة تطمح إليها وتجد العون والتشجيع من ذويها ومن المجتمع ومن الدولة. أثابه الله عن جهده وجهاده في فتح أبواب التعليم للفتاة والمراة القطرية خير الجزاء وأجزل الثواب.
وهكذا لم يكن جهد الشيخ عبد الله بن تركي في الدعوة خطبا ومحاضرات ومقالات وفتاوى فحسب، بل كان عملا بناء يؤسس قواعد راسخة لنهضة دينية وتعليمية متواصلة (أصلها ثابت وفرعها في السماء) إن شاء الله، ولم يكن كذلك جهدا منفصلا عن جهده في مجال التربية والتعليم، لأنه إتخذ من التربية والتعليم وسيلته المثلى لتحقيق أهداف الدعوة فقد كان تربويا في دعوته، داعية في مجال التربية والتعليم للفتاة القطرية ومشرفا على التعليم الديني وتوجيهه إلى أن أضحى الشيخ بن تركي أبرز رواد النهضة التعلمية في الدولة، وأبو التربية الدينية والعلوم الشرعية بوزارة التربية والتعليم.

## الجانب الوطني في حياة الشيخ
لقد كان للشيخ بن تركي دور وطني بارز نهض به الشيخ انطلاقا من شعوره العميق بأخوة المسلمين وقربى العروبة التي جعلت هذا الرجل يهب بحماسته المعهودة لنصرة ثورة المليون شهيد في الجزائر ويجمع لها التبرعات. ولا تهدأ ثائرته وتطمئن نفسه إلا بانتصار ثورة المسلمين – كما كان يسميها الفرنسيون – واستقلال موطن عظيم من مواطن الإسلام.
كذلك كانت مساهمته العظيمة لنصرة شعب مصر في أثناء العدوان الثلاثي وبعد هزيمة يونيو 1967 م دليلا على بعد نظره السياسي، فوقف يستنهض الهمم ويطالب ببذل المال لدعم جهود الشعب المصري من أجل الصمود واستعادة قدرته على النضال واسترجاع الأرض المغتصبة، والحفاظ على كبرياء وشموخ وكرامة العرب وعزة المسلمين.
فعل الشيخ بن تركي ذلك كله والاستعمار يجثم على صدر الخليج العربي وساهم بماله وجهده حتى نجحت جميع حملاته الوطنية لجمع الملايين وسافر إلى القاهرة وسوريا والأردن وسلمها بنفسه لتنفق فيما جمعت من أجله.
والتفسير المقنع لنجاح هذا الشيخ الجليل في حياته الخاصة والوطنية والقومية أن مقياسه كان موحدا في أداء كل ما أناط به عنقه من أعمال ومهام.. والواضح هنا أن حياته كلها الخاصة والعامة حياة رجل يطبق مبادئ الدين في المعاملة والاجتماع، ويحافظ عل سنة النبي محمد صلى الله عليه وسلم في ذلك، وفي نفس الوقت لم تكن أمور الحياة الخاصة تشغله عن الناحية العلمية والعملية والتطوعية الموجهة لخير المجتمع القطري والخليجي في الداخل والمجتمع العربي الكبير.. والذي يحتل البؤرة الأولى من تفكيره (3).

## ذريته
لقد توفي الشيخ عبد الله بن تركي وله اثنا عشر ولدا وهم بالترتيب (حسب العمر):
1. خليفة بن عبد الله بن تركي السبيعي (بو محمد)
2. عبد الرحمن بن عبد الله بن تركي السبيعي
3. تركي بن عبد الله بن تركي السبيعي
4. محمد بن عبد الله بن تركي السبيعي
5. عبد العزيز بن عبد الله بن تركي السبيعي
6. خالد بن عبد الله بن تركي السبيعي
7. خليفة بن عبد الله بن تركي السبيعي (بو عبد الله)
8. راشد بن عبد الله بن تركي السبيعي
9. ناصر بن عبد الله بن تركي السبيعي
10. خالد بن عبد الله بن تركي السبيعي (بو عبد الله)
11. أحمد بن عبد الله بن تركي السبيعي
12. فهد بن عبد الله بن تركي السبيعي

## وفاته
ولقد آن لهذا التيار المتدفق أن يصل إلى غايته وأن ينتهي كما أراد الله إلى نهايته وأن يسلم الروح إلى بارئها بعد سبعين سنة ملئية بالحيوية والمعرفة والكفاح في مجالي الدعوة والتعليم يوم السبت العشرين من شهر رجب عام 1388 هـ الموافق 12 أكتوبر 1968 م يشيعه إلى مثواه الأخير آلاف المحبين له والعارفين بفضله والمقدرين لجهاده في موكب مهيب. وكانت وفاة هذا الرائد حدثا قوميا أذاعته الإذاعة وغيرت برامجها العادية إلى ترتيلالقرآن الكريم تكريما لقدره، واعترافا بفضله.
رحم الله الشيخ عبد الله بن تركي السبيعي وجزاه على مأقدم من عمل خير ما يجزي به العاملين الصالحين من عباده.
وجعل سيرته الزكية مثالا يحتذي به أبناء قطر في جهادهم من أجل التقدم والرفعة والسعادة تحت راية الإسلام.

## ألبوم الصور

الشيخ / عبد الله بن تركي السبيعي رئيس الشؤون الدينية في وزارة معارف قطر
الشيخ / عبد الله بن تركي السبيعي مع حاكم قطر الشيخ / أحمد بن علي آل ثاني والشيخ / جاسم بن حمد آل ثاني وزير المعارف
الشيخ / عبد الله بن تركي السبيعي مع سمو الشيخ / خليفة بن حمد آل ثاني (ولي العهد آنذاك)
الشيخ / عبد الله بن تركي السبيعي في مقابلة مع زعيم الثورة المصرية / جمال عبدالناصر
الشيخ / عبد الله بن تركي السبيعي رئيس اللجنة الشعبية القطرية لدعم ثورة الجزائر وهو يسلم تبرعات شعب وحكومة قطر لممثل جبهة التحرير الجزائرية لدى جامعة الدول العربية المجاهد / أحمد توفيق المدني
الشيخ / عبد الله بن تركي السبيعي في صورة جماعية مع أساتذة وطلاب ومعلمي المعهد الديني الثانوي
شهادة منح وسام أصدقاء الثورة الجزائرية الذي أهدي إلى روح الشيخ / عبد الله بن تركي السبيعي من حكومة الجزائر في عام 1996 م
وسام أصدقاء الثورة الجزائرية الذي أهدي إلى روح الشيخ / عبد الله بن تركي السبيعي من حكومة الجزائر في عام 1996 م
كتاب لالشيخ / عبد الله بن تركي السبيعي بعنوان (أضواء على عقيدة السلف) وهو عبارة عن محاضرة ألقيت بمناسبة لقاء أساتذة العلوم الشرعية في دولة قطر

## الاختصارات
(1) البدع : هي حي من أحياء مدينة الدوحة (قديما) وتقع على الشاطئ مباشرة بجوار المبنى الحالي لوزارة الداخلية
 (2) علي شحاته : الشيخ عبد الله بن تركي السبيعي من أعلام الحركة الفكرية
 (3) حديث الشيخ عبد الله بن تركي لمجلة الدوحة (مجلة مدرسية صدرت في خمسينيات القرن الماضي) عن النهضة التعلمية في قطر في عهدها الجديد